# Cerro Negro
Cerro Negro é um município brasileiro do estado de Santa Catarina. Localiza-se a uma latitude 27º47'43" sul e a uma longitude 50º52'33" oeste, estando a uma altitude de 996 metros. Sua população estimada em 2014 e de 3.948 habitantes. Possui uma área de 416,774 km².